# Laudomia Piccolomini

Stemma Piccolomini

Laudomia Piccolomini (1410/1415) è stata una nobildonna italiana.

## Biografia
Laudomia era figlia di Silvio Piccolomini e Vittoria Forteguerri. Era la sorella di Enea Silvio Piccolomini, poi papa Pio II e di Caterina Piccolomini.
Laudomia sposò Nanni di Pietro Todeschini da Sarteano (ricordato anche come Giovanni Piccolomini Todeschini ). Enea Silvio era l'ultimo del suo ramo, inoltre aveva, a suo tempo, dato vita alla "Consorteria Piccolomini", che prevedeva per i componenti femminili, laddove ricorressero particolari requisiti, l'ingresso nella famiglia piccolominea dei rispettivi consorti. In questo caso il cognato del pontefice, Nanni Todeschini, entrò nella consorteria, anteponendo al proprio il cognome di Laudomia, dando così vita al ramo dei Piccolomini Todeschini. La sorella di Laudomia, Caterina, si unì con il nobile Bartolomeo Guglielmi nel 1430, generando l'unica figlia Antonia che, sposata con Bartolomeo Pieri entrato anch'egli a far parte della consorteria, diede vita al ramo dei Piccolomini Pieri.

Stemma Piccolomini Todeschini

## Discendenza
- Francesco Todeschini Piccolomini (1439-1503), papa Pio III
- Andrea Piccolomini Todeschini (1445-1505), patrizio di Siena, signore di Castiglione
- Antonio Maria Piccolomini Todeschini d'Aragona (1435-1492), I Duca di Amalfi
- Giacomo Todeschini Piccolomini, signore di Monte Marciano